# ペットドア

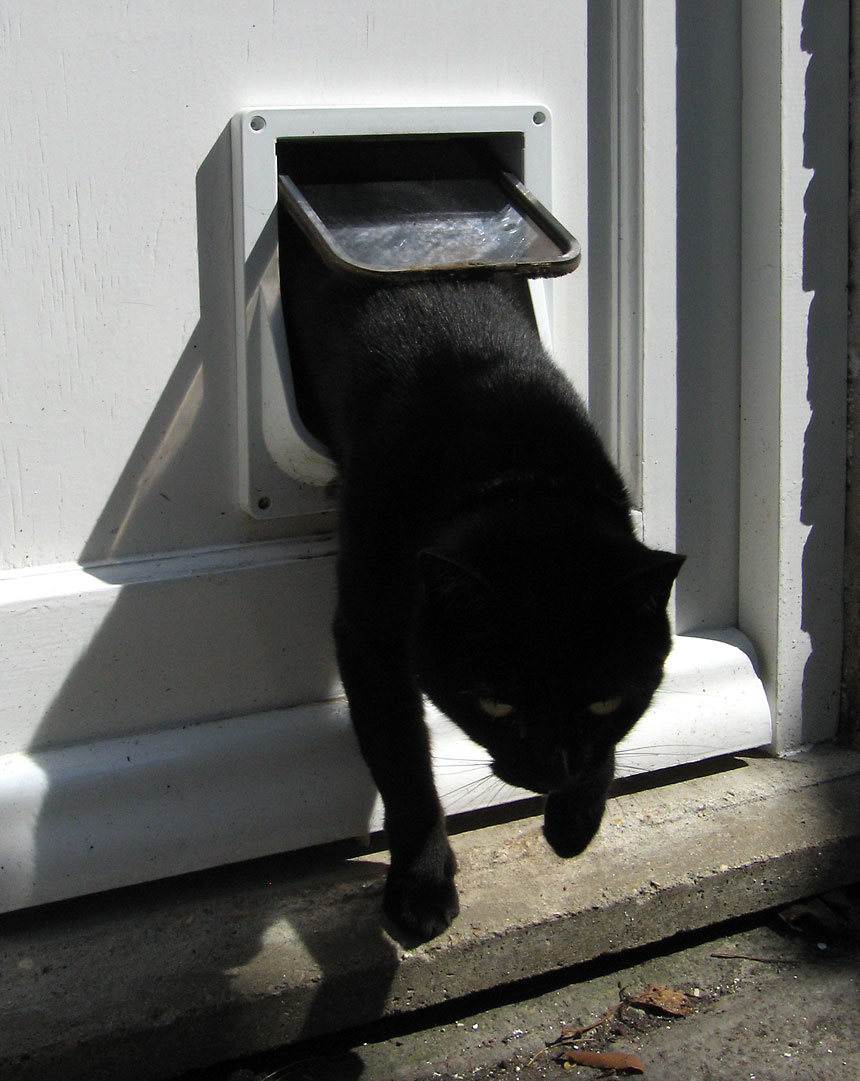
ペットドアをくぐる黒猫

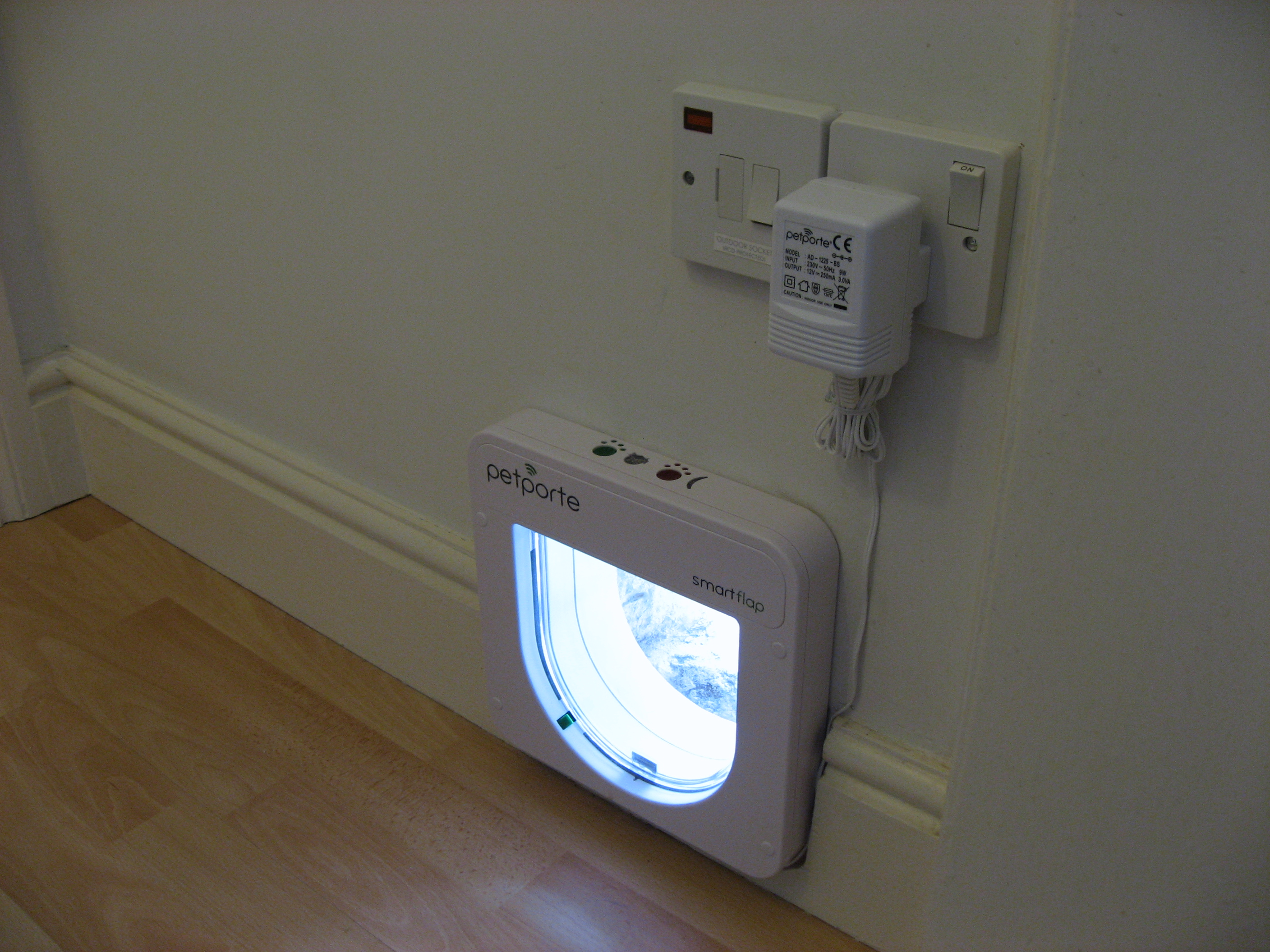
センサーを備えたペットドア

ペットドア（Pet Door）は犬、猫などのペット用の出入り口ドア。猫扉、猫ドアとも呼ばれる。一般に、引き戸や開き戸の下部に開口部を設けて設置する。
ペットドアは、部屋のドアを半開きにしなくてもペットの出入りが出来るようになっており、人間用の扉を操作できないペットが自由に出入りできるよう配慮されたものである。また、暖房や冷房などで戸外との温度差がある場合、この開口部から戸外の冷気・熱気が出入りしては具合が悪いため、のれん状のものがペットドア上部に取り付けられ、ペットの出入りが無いときは蓋となって部屋の空気を保つことが出来るよう設計されている。
しかし、防犯面などから戸外と屋内をつないでいる扉への使用は危険なケースもあり、それ以外にも野生動物などの闖入といった問題も発生しうる。このため近年では、自身では鍵の付いた扉を操作できないペットのために、首輪などの形で「出入りが許可されたペット」とそれ以外を識別し、自動的にロックが外れる製品も登場している。